# Цемно (Поморське воєводство)
Цемно (пол. Ciemno, нім. Zemmen) — село в Польщі, у гміні Тухоме Битівського повіту Поморського воєводства.
Населення — 205 осіб (2011).
У 1975-1998 роках село належало до Слупського воєводства.

## Демографія
Демографічна структура станом на 31 березня 2011 року:
|          | Загалом | Допрацездатний вік | Працездатний вік | Постпрацездатний вік |
| -------- | ------- | ------------------ | ---------------- | -------------------- |
| Чоловіки | 111     | 33                 | 65               | 13                   |
| Жінки    | 94      | 17                 | 60               | 17                   |
| Разом    | 205     | 50                 | 125              | 30                   |